# 岩木信号場
岩木信号場（いわきしんごうじょう）は、兵庫県赤穂郡上郡町岩木甲にある智頭急行智頭線の信号場である。

## 歴史
- 1994年（平成6年）
  - 6月21日：大原駅にてレール締結式が行われる。それまでに信号場施設も完成。
  - 12月3日：智頭急行開業と同時に設置[1]。

## 構造
2両編成の普通列車のみ待避できる信号場。

## 周辺
苔縄駅より徒歩25分程度。信号場の横には、銘文に明徳元年（1390年）の記年のある宝篋印塔「鍛冶宝篋印塔」（兵庫県指定文化財）があり、見学用に付近に案内板および通路が整備されているので手軽に信号場も見学できる。周囲には公衆トイレはない。

信号場と鍛冶宝篋印塔（2008年8月）

## その他
- 1994年（平成6年）11月20日、智頭急行開業前に「スーパーはくと」試乗会が行われた際、鳥取始発の編成はこの岩木信号場までの往復であった。これは、当時上郡駅の2番線は智頭急行の発着には対応しておらず、スーパーはくとは上郡駅での折り返しができなかったためである。

## 隣の駅
智頭急行
■智頭線
上郡駅 - 岩木信号場 - 苔縄駅